# Замятин, Алексей Петрович
Алексе́й Петро́вич Замя́тин (3 октября 1946, Николаевка, Курганская область — 23 марта 2009, Екатеринбург) — советский и российский математик, педагог, логик. Специалист в области общей алгебры, математической логики, дискретной математики и теории алгоритмов.

## Биография
Алексей Петрович Замятин родился 3 октября 1946 года в селе Николаевке Николаевского сельсовета Галкинского района Курганской области, ныне село входит в Щучанский муниципальный округ Курганской области.
В 1969 году окончил механико-математический факультет Уральского государственного университета имени А. М. Горького по специальности «Математика». В 1970 году начал работу и преподавание по кафедре алгебры и дискретной математики Уральского государственного университета имени А. М. Горького. В 1988—2004 годах был начальником Вычислительного центра Уральского государственного университета, в 1989—2009 годах — заведующим отделом системного программирования НИИ физики и прикладной математики УрГУ.
Кандидат физико-математических наук (1979), доцент (1988).
Умер 23 марта 2009 года в Екатеринбурге. Похоронен  на Сибирском кладбище Октябрьского района города Екатеринбурга Свердловской области.

## Научная деятельность
Принадлежит к научной школе Льва Наумовича Шеврина.
Выполнил цикл исследований по разрешимости элементарных теорий многообразий колец и групп, в частности решил известную проблему Тарского-Ершова о разрешимости элементарных теорий многообразий групп.
Опубликовал более 40 научных работ в области алгебры и математической логики.

## Преподавательская деятельность
Прочитал ряд основных математических курсов на математико-механическом, философском и экономическом факультетах Уральского государственного университета. Разработал и прочитал курс «Дискретная математика и математическая логика» для студентов специальности «Информационные системы» и ряд спецкурсов, среди которых «Сети Петри и моделирование систем» и «Лингвистические основы информатики».
Также преподавал на кафедре прикладной геометрии и автоматизации проектирования Уральского государственного технического университета — УПИ и в Уральской государственной архитектурно-художественной академии (УралГАХА).
В 2009 году получил диплом и благодарность от студентов УралГАХА за «мудрость и человечность».

## Награды и премии
- Премия Уральского университета за высокие достижения в учебно-методической деятельности, 2006 год[3]
- Нагрудный знак «Почётный работник высшего профессионального образования Российской Федерации», 2007 год[3]